# 阿唐斯 (韦尔迪镇)
阿唐斯是葡萄牙布拉加区的一个堂区。总面积2.98平方公里，总人口616人，人口密度206.7人/平方公里。